# Korfbal op de Wereldspelen 1993
Korfbal stond op het programma van de Wereldspelen 1993 in Den Haag. 
Dit was de derde keer dat korfbal werd gespeeld op de Wereldspelen.

## Deelnemers
- Nederland (gastland en titelverdediger)
- Duitsland
- Groot-Brittannië
- België
- Verenigde Staten
- Chinees Taipei

## Uitslagen
| Datum   | Land             | Score   | Land             |
| ------- | ---------------- | ------- | ---------------- |
| 23 juli | Duitsland        | 4 – 16  | Nederland        |
| 23 juli | Groot-Brittannië | 6 – 20  | België           |
| 23 juli | Chinees Taipei   | 15 – 9  | Verenigde Staten |
| 24 juli | Duitsland        | 9 – 10  | Verenigde Staten |
| 24 juli | België           | 24 – 12 | Chinees Taipei   |
| 24 juli | Nederland        | 30 – 7  | Groot-Brittannië |
| 25 juli | Verenigde Staten | 11 – 20 | België           |
| 25 juli | Groot-Brittannië | 12 – 13 | Duitsland        |
| 25 juli | Nederland        | 25 – 9  | Chinees Taipei   |
| 26 juli | Verenigde Staten | 8 – 22  | Nederland        |
| 26 juli | België           | 18 – 9  | Duitsland        |
| 26 juli | Chinees Taipei   | 21 – 18 | Groot-Brittannië |
| 27 juli | Groot-Brittannië | 13 – 14 | Verenigde Staten |
| 27 juli | Duitsland        | 14 – 13 | Chinees Taipei   |
| 27 juli | Nederland        | 15 – 14 | België           |

## Eindstand
| Plaats | Team             |
| ------ | ---------------- |
| Goud   | Nederland        |
| Zilver | België           |
| Brons  | Duitsland        |
| 4      | Chinees Taipei   |
| 5      | Verenigde Staten |
| 6      | Groot-Brittannië |

| Kampioen van World Games 1993 |
| ----------------------------- |
| Nederland                     |